# Saint-Rémy-des-Monts
Saint-Rémy-des-Monts ist eine französische Gemeinde mit 705 Einwohnern (Stand: 1. Januar 2022) im Département Sarthe in der Region Pays de la Loire; sie gehört zum Arrondissement Mamers und zum Kanton Mamers. Die Einwohner werden Rémymontais genannt.

## Geographie
Saint-Rémy-des-Monts liegt etwa 47 Kilometer nordnordöstlich von Le Mans. Umgeben wird Saint-Rémy-des-Monts von den Nachbargemeinden Mamers im Norden, Origny-le-Roux im Norden und Nordosten, Saint-Pierre-des-Ormes im Osten und Südosten, Saint-Vincent-des-Prés im Süden und Südwesten, Commerveil im Westen, Pizieux im Westen und Nordwesten sowie Saint-Logis im Nordwesten.

## Bevölkerungsentwicklung
| 1962                      | 1968 | 1975 | 1982 | 1990 | 1999 | 2006 | 2013 |
| ------------------------- | ---- | ---- | ---- | ---- | ---- | ---- | ---- |
| 587                       | 563  | 502  | 566  | 627  | 645  | 690  | 678  |
| Quelle: Cassini und INSEE |      |      |      |      |      |      |      |

## Sehenswürdigkeiten
- Kirche Saint-Rémy aus dem 11. Jahrhundert, Umbauten aus dem 16. Jahrhundert
- Schloss La Cour du Bois aus dem 16. Jahrhundert
- Herrenhaus Planches aus dem 15./16. Jahrhundert

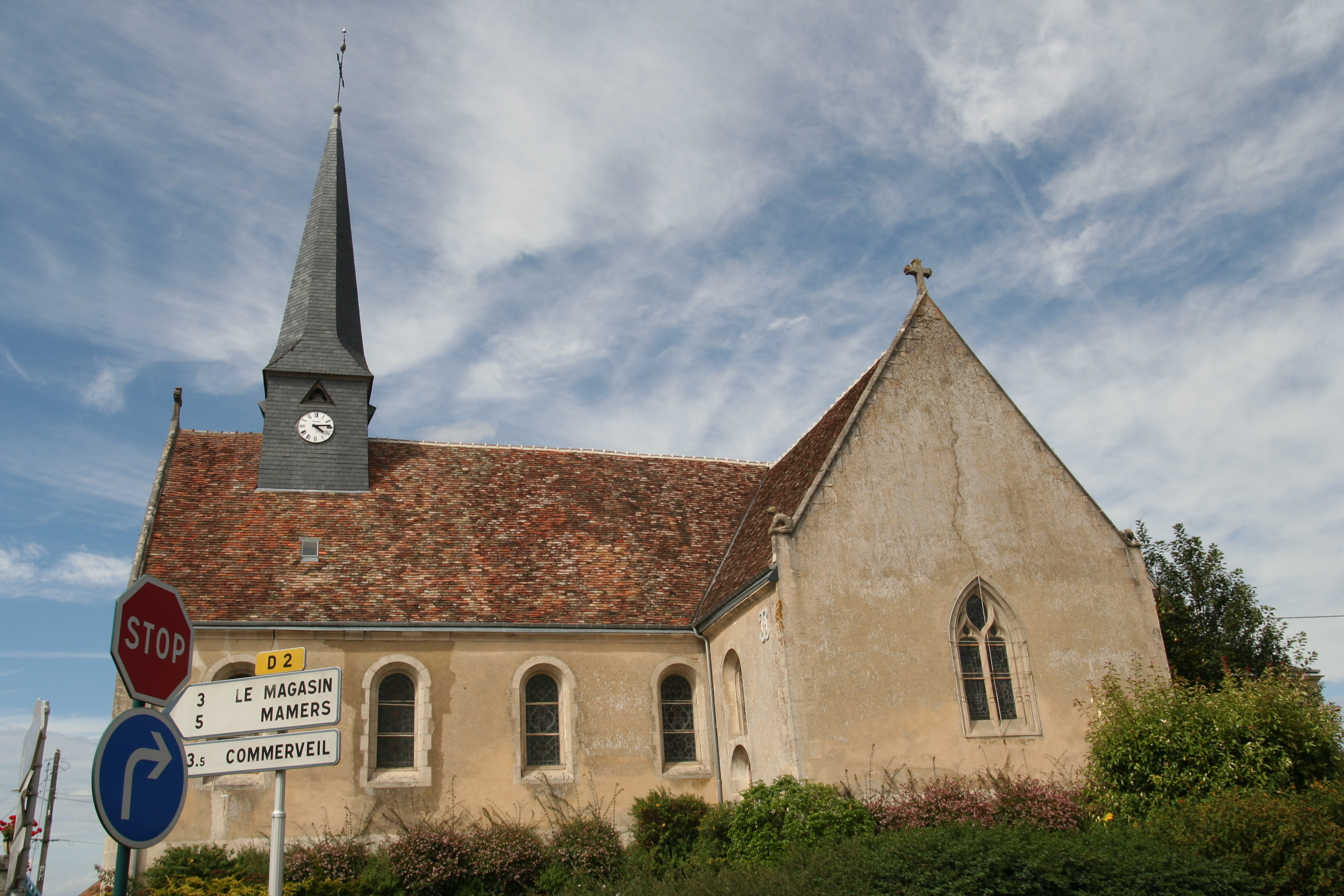
Kirche Saint-Rémy

- zahlreiche Mühlen